# Antoine Philippe d’Orléans, duc de Montpensier

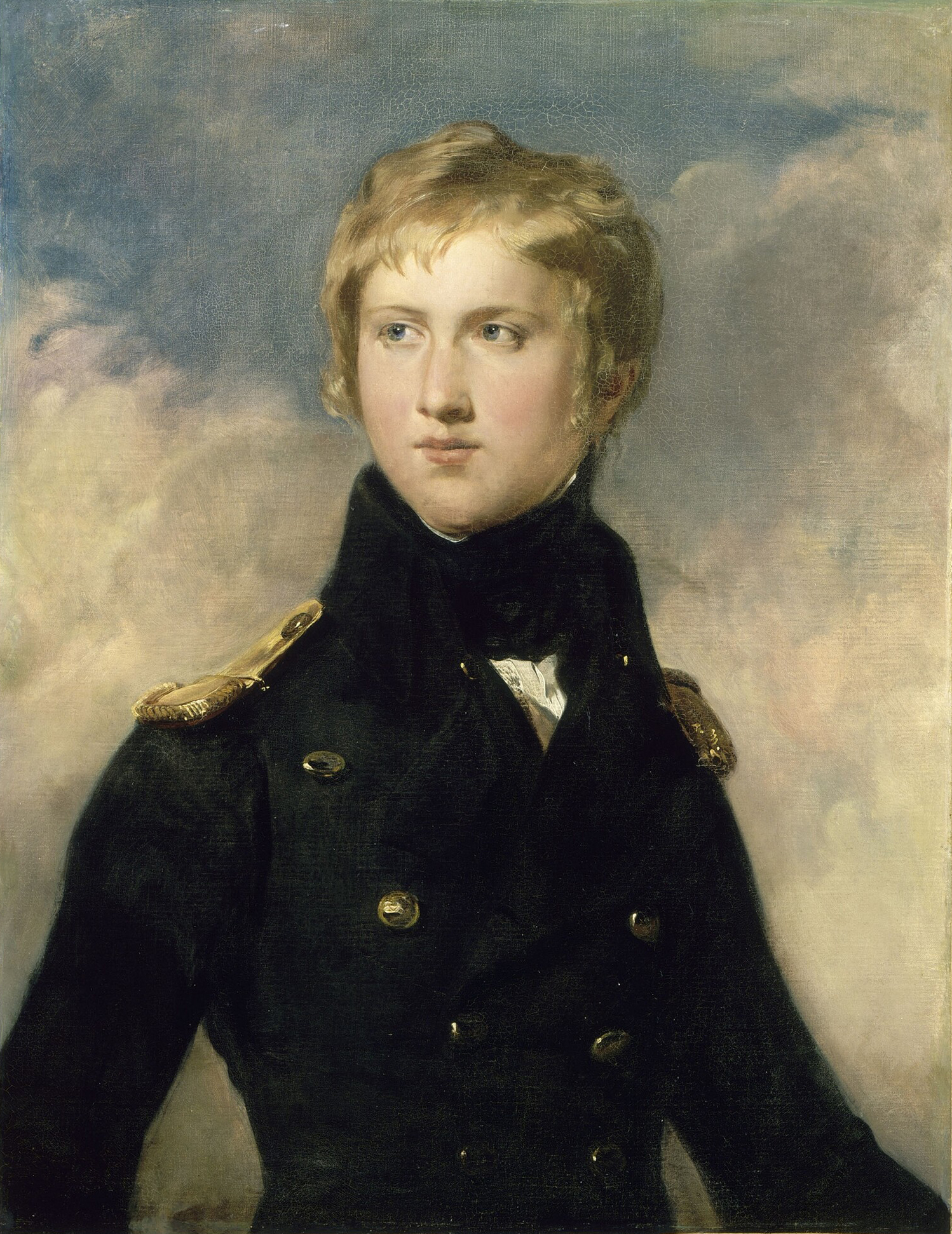
Antoine Philippe d’Orléans, duc de Montpensier (Porträt von Victor-Amédée Faure, posthum um 1834)

Louis Antoine Philippe d’Orléans, duc de Montpensier (* 3. Juli 1775 in Paris; † 18. Mai 1807 in Twickenham, England) war der jüngere Bruder des letzten französischen Königs Ludwig Philipp I.

## Leben
Antoine Philippe war der zweite Sohn von Louis-Philippe II. Joseph de Bourbon, duc d’Orléans (1747–1793) und seiner Frau der Prinzessin Louise Marie Adélaïde de Bourbon-Penthièvre (1753–1821), einzige Tochter von Louis Jean Marie de Bourbon, duc de Penthièvre und seiner Ehefrau Prinzessin Marie-Thérèse-Félicité d’Este-Modena. Seine Großeltern väterlicherseits waren Herzog Ludwig Philipp I. von Orléans und Prinzessin Louise Henriette de Bourbon-Conti.
Zuerst wurde er zusammen mit seinen älteren Brüdern von Félicité de Genlis erzogen. Nachdem sie die Mätresse seines Vaters wurde, übernahm im Jahre 1783 Abbé Mariottini die Erziehung der königlichen Prinzen. Beim Ausbruch der Französischen Revolution war Antoine Philippe vierzehn Jahre alt. Sein Vater legte den Beinamen Égalité zu und war ein eifriger Anhänger der Republik. Nachdem der Plan des Generals Charles-François Dumouriez nach Paris zu marschieren und die Republik zu stürzen misslang, war er Komplize, und am 5. April floh er mit ihm vor den wütenden Soldaten in die österreichischen Linien. Doch später wurde er gefasst und wie alle anderen noch lebenden Bourbonen in Frankreich unter Hausarrest gestellt. Am 6. November 1793 wurde sein Vater vor Gericht gestellt und am selben Tag guillotiniert. Drei Jahre später bot das Direktorium seinen älteren Bruder Louis-Philippe deren Freilassung an, wenn dieser das Land nach Amerika verlassen würde. Also begab er sich in die Vereinigten Staaten und ließ sich im Oktober in Philadelphia nieder, einige Monate später folgten Antoine Philippe und Louis Charles ihm. Zwei Jahre lang reisten sie in Neuengland umher, in der Region der Großen Seen und am Mississippi River. Als dann die Nachricht von Napoleons Staatsstreich vom 18. Brumaire eintraf, entschieden sie sich, nach Europa zurückzukehren. Als sie im Jahr 1800 dort eintrafen, mussten sie feststellen, dass Napoleon Bonaparte seine Macht schon gefestigt hatte.
Antoine Philippe d’Orléans, duc de Montpensier starb am 18. Mai 1807 in Twickenham bei London, wohin er für einen Luftwechsel gebracht worden war, an Tuberkulose. Er wurde in Westminster Abbey bestattet.

## Werke
- Memoiren S.K.H. Anton Philipps von Orleans, Herzogs von Montpensier, Prinzen von Geblüt. Nach der zweiten Auflage des Französischen übersetzt von Gustav Sellen, übers. von Gustav Sellen, Leipzig 1828 (Digitalisat)

## Vorfahren
| Ahnentafel Antoine-Philippe d’Orléans, duc de Montpensier  | Ahnentafel Antoine-Philippe d’Orléans, duc de Montpensier                                                                           | Ahnentafel Antoine-Philippe d’Orléans, duc de Montpensier                                                                           | Ahnentafel Antoine-Philippe d’Orléans, duc de Montpensier                                                                      | Ahnentafel Antoine-Philippe d’Orléans, duc de Montpensier                                                                      | Ahnentafel Antoine-Philippe d’Orléans, duc de Montpensier                                                                      | Ahnentafel Antoine-Philippe d’Orléans, duc de Montpensier                                                                      | Ahnentafel Antoine-Philippe d’Orléans, duc de Montpensier                                                                      | Ahnentafel Antoine-Philippe d’Orléans, duc de Montpensier                                                                      |
| ---------------------------------------------------------- | --- | --- | --- | --- | --- | --- | --- | --- |
| Ururgroßeltern                                             | König Ludwig XIV. (1638–1715) mit Françoise-Athénaïs de Rochechouart de Mortemart, marquise de Montespan (1640–1707)                | Anne-Jules de Noailles (1650–1708) ⚭ 1671 Marie-Françoise de Bournonville (1656–1748)                                               | Rinaldo d’Este (1655–1737) ⚭ 1696 Charlotte Felicitas von Braunschweig-Lüneburg (1671–1710)                                    | Philippe II. de Bourbon, duc d’Orléans (1674–1723) ⚭ 1692 Françoise Marie de Bourbon (1677–1749)                               | Philippe II. de Bourbon, duc d’Orléans (1674–1723) ⚭ 1692 Françoise Marie de Bourbon (1677–1749)                               | Markgraf Ludwig Wilhelm (Baden-Baden) (1655–1707) ⚭ 1690 Franziska Sibylla Augusta von Sachsen-Lauenburg (1675–1733)           | François Louis de Bourbon, prince de Conti (1664–1709) ⚭ 1688 Marie Therese von Bourbon-Condé (1666–1732)                      | Louis III. de Bourbon, prince de Condé (1668–1710) ⚭ 1685 Louise Françoise de Bourbon (1673–1743)                              |
| Urgroßeltern                                               | Louis-Alexandre de Bourbon, comte de Toulouse (1678–1737) ⚭ 1723 Marie-Victoiré-Sophie de Noailles, marquise de Gondrin (1688–1766) | Louis-Alexandre de Bourbon, comte de Toulouse (1678–1737) ⚭ 1723 Marie-Victoiré-Sophie de Noailles, marquise de Gondrin (1688–1766) | Francesco III. d’Este (1698–1780) ⚭ 1720 Charlotte Aglaé d’Orléans (1700–1761)                                                 | Francesco III. d’Este (1698–1780) ⚭ 1720 Charlotte Aglaé d’Orléans (1700–1761)                                                 | Louis I. de Bourbon, duc d’Orléans (1703–1752) ⚭ 1724 Auguste Marie Johanna von Baden-Baden (1704–1726)                        | Louis I. de Bourbon, duc d’Orléans (1703–1752) ⚭ 1724 Auguste Marie Johanna von Baden-Baden (1704–1726)                        | Louis Armand II. de Bourbon, prince de Conti (1695–1727) ⚭ 1713 Louise-Elisabeth de Bourbon-Condé (1693–1775)                  | Louis Armand II. de Bourbon, prince de Conti (1695–1727) ⚭ 1713 Louise-Elisabeth de Bourbon-Condé (1693–1775)                  |
| Großeltern                                                 | Louis Jean Marie de Bourbon, duc de Penthièvre (1725–1793) ⚭ 1744 Maria Teresa Felicita d’Este (1726–1754)                          | Louis Jean Marie de Bourbon, duc de Penthièvre (1725–1793) ⚭ 1744 Maria Teresa Felicita d’Este (1726–1754)                          | Louis Jean Marie de Bourbon, duc de Penthièvre (1725–1793) ⚭ 1744 Maria Teresa Felicita d’Este (1726–1754)                     | Louis Jean Marie de Bourbon, duc de Penthièvre (1725–1793) ⚭ 1744 Maria Teresa Felicita d’Este (1726–1754)                     | Louis Philippe I. de Bourbon, duc d’Orléans (1725–1785) ⚭ 1743 Louise Henriette de Bourbon-Conti (1726–1759)                   | Louis Philippe I. de Bourbon, duc d’Orléans (1725–1785) ⚭ 1743 Louise Henriette de Bourbon-Conti (1726–1759)                   | Louis Philippe I. de Bourbon, duc d’Orléans (1725–1785) ⚭ 1743 Louise Henriette de Bourbon-Conti (1726–1759)                   | Louis Philippe I. de Bourbon, duc d’Orléans (1725–1785) ⚭ 1743 Louise Henriette de Bourbon-Conti (1726–1759)                   |
| Eltern                                                     | Louis-Philippe II. Joseph de Bourbon, duc d’Orléans (1747–1793) ⚭ 1769 Louise Marie Adélaïde de Bourbon-Penthièvre (1753–1821)      | Louis-Philippe II. Joseph de Bourbon, duc d’Orléans (1747–1793) ⚭ 1769 Louise Marie Adélaïde de Bourbon-Penthièvre (1753–1821)      | Louis-Philippe II. Joseph de Bourbon, duc d’Orléans (1747–1793) ⚭ 1769 Louise Marie Adélaïde de Bourbon-Penthièvre (1753–1821) | Louis-Philippe II. Joseph de Bourbon, duc d’Orléans (1747–1793) ⚭ 1769 Louise Marie Adélaïde de Bourbon-Penthièvre (1753–1821) | Louis-Philippe II. Joseph de Bourbon, duc d’Orléans (1747–1793) ⚭ 1769 Louise Marie Adélaïde de Bourbon-Penthièvre (1753–1821) | Louis-Philippe II. Joseph de Bourbon, duc d’Orléans (1747–1793) ⚭ 1769 Louise Marie Adélaïde de Bourbon-Penthièvre (1753–1821) | Louis-Philippe II. Joseph de Bourbon, duc d’Orléans (1747–1793) ⚭ 1769 Louise Marie Adélaïde de Bourbon-Penthièvre (1753–1821) | Louis-Philippe II. Joseph de Bourbon, duc d’Orléans (1747–1793) ⚭ 1769 Louise Marie Adélaïde de Bourbon-Penthièvre (1753–1821) |
| Antoine-Philippe d’Orléans, duc de Montpensier (1775–1807) | | | | | | | | |